# Каироки
Каироки су египатски рок бенд који је званично основан 2003. године, али се прославио 2011. године, након протеста у Египту, због својих политички инспирисаних текстова и протестних песама објављених након устанка. Њихова насловна песма Ја Ел Мидан, са Аидом ел Ајуби заузела је прво место на Фејсбуку широм света по преузимању и осмо место на Јутјубу. 
Име је комбинација речи караоке и Каиро и требало би да значи „Певај заједно са Каиром“.

## Историја
Први чланови групе били су пријатељи још из школских дана. Еид и Хавари су 2003. године  основали бенд који се првобитно звао Блек Стар. Почели су да свирају обраде енглеских песама, са само једном египатском песмом под називом „Гариба“ која се публици веома свидела. Касније одлучују да стварају на египатском језику. Највећи утицај на њихову музику имали су Битлси и Пинк Флоид.

## Каријера
Свој први велики хит Саут Ел-Хурија објављују након протеста 2011. године у сарадњи са Хани Аделом, вокалистом групе Вуст ел-Балад. Песма је имала преко 2 милиона прегледа на Јутјубу и наводно поставила светски рекорд за највећи број прегледа у кратком временском периоду.
Њихова песма Ја Ел Мидан била је повратак чувене певачице Аиде ел Ајуби након 20 година одсуства са сцене. Песма је била посвећена Тргу Тахрир, обраћајући му се и персонификујући га као још једног припадника опозиције, а њен музички спот је на индиректан начин документовао најновије протесте јер је камера снимала унутар куће демонстраната.
24. јануара 2012. године, када је обележена прва годишњица револуције, на Јутјубу је објављен видео за песму Етхбат Маканак са истакнутим египатским сатиричаром Басемом Јусефом који им се придружио како би подржао независне гласове у медијима које је бивша војна власт напала због свог рада.
Каироки су свој први албум Матлуб Заеим објавили у јуну 2011. године, уз спонзорство Кока-Коле. Насловна песма са истим именом била је инстант хит и сматрана је позивом на председничке изборе који су уследили 2012. године, описујући квалитете следећег лидера земље.
Током египатских протеста јуна 2013. године наступили су пред стотинама хиљада људи који су протестовали против председника Мохамеда Морсија. Бенд је позван од стране организатора и твитовао да ће се придружити египатском народу испред палате Итихадија.
21. марта 2013. године Ред Бул је организовао музичко такмичење под називом Ред Бул Збучни сукоб између група Каироки и Вуст Ел-Балад, где су гледаоци били судија, а победник би био проглашен у складу са интензитетом навијања публике. Према Дејли њуз Египат, Каироки су имали предност од самог почетка вечери. На концерту је  са Вуст Ел-Балад наступио и популарни певач Ахмед Адавеиах. Победник на крају није проглашен, а гледаоци су очигледно били веома задовољни са оба наступа. 
Почетком 2014. Каироки издаје свој трећи студијски албум Ел-Ссика Шемал у сарадњи са бројним извођачима попут алжирске певачице  Соуад Масси, фолк певача Абд Ел-Басет Хамуда и репера Зап Тарвата. Исте године потписују уговор са блискоисточним огранком Сони Мусик. Ово партнерство је групи донело сопствени Вево канал на Јутјубу, први уговор те врсте у региону. Ел-ССика Шамал је њихов најуспешнији албум до данас, распродат је за само три дана, и заузео је прво место на листи иТунес Сторе-а као и на музичкој сцени Египта и Блиског истока. Његова премијера била је у првој епизоди треће сезоне популарне емисије Ел Бернамег Басема Јусефа.
20. јула 2017. године Каироки су освојило летњу сезону албумом Ноаата Бајда, са 10 нових песама, а наловна нумера имала је 11 милиона прегледа на Јутјубу.
У марту 2019. године лансирали су на Јутјубу свој шести албум Абна Ел-Батат Ел-Суда. Албум се бави многим људским страховима и изазовима као што су бес, губитак, патња и дискриминација. Бенд  је сам компоново и аранжирао већину песама на албуму, а Амир Еид је њихов текстописац.
У септембру 2022. године издају албум Рома на коме гостује и млади египатски репер Марвин Пабло. Главна тема албума је бекство у машту. Музички гледано, албумом генерално доминирају инди рок и инди поп са елементима ЕДМ-а и репа.

## Чланови бенда
- Амир Еид - Вокал, текстописац и акустична гитара
- Шериф Ел-Хавари - Електрична гитара
- Тамер Хашем - Бубњеви
- Шериф Мустафа - Клавијатуре, микс и продукција
- Адам Ел-Алфи - бас гитара

## Дискографија

### Студијски албуми
- مطلوب زعيم Матлуб Заеим (2011)
- وانا مع نفسي قاعد Ва Ана маа Нафси Ааид (2012)
- السكة شمال Ел-Ссика Шемал (2014)
- ناس و ناس Нас Ва Нас (2015)
- نقطة بيضاء Нуата Бајда (2017)
- أبناء البطة السوداء Абна Ел-Батат Ел-Суда (2019)
- روما Рома (2022)